# 日生町寒河
日生町寒河（ひなせちょうそうご）は、岡山県備前市の大字である。かつての寒河村のほぼ全域にあたる。郵便番号は701-3202。

## 地理

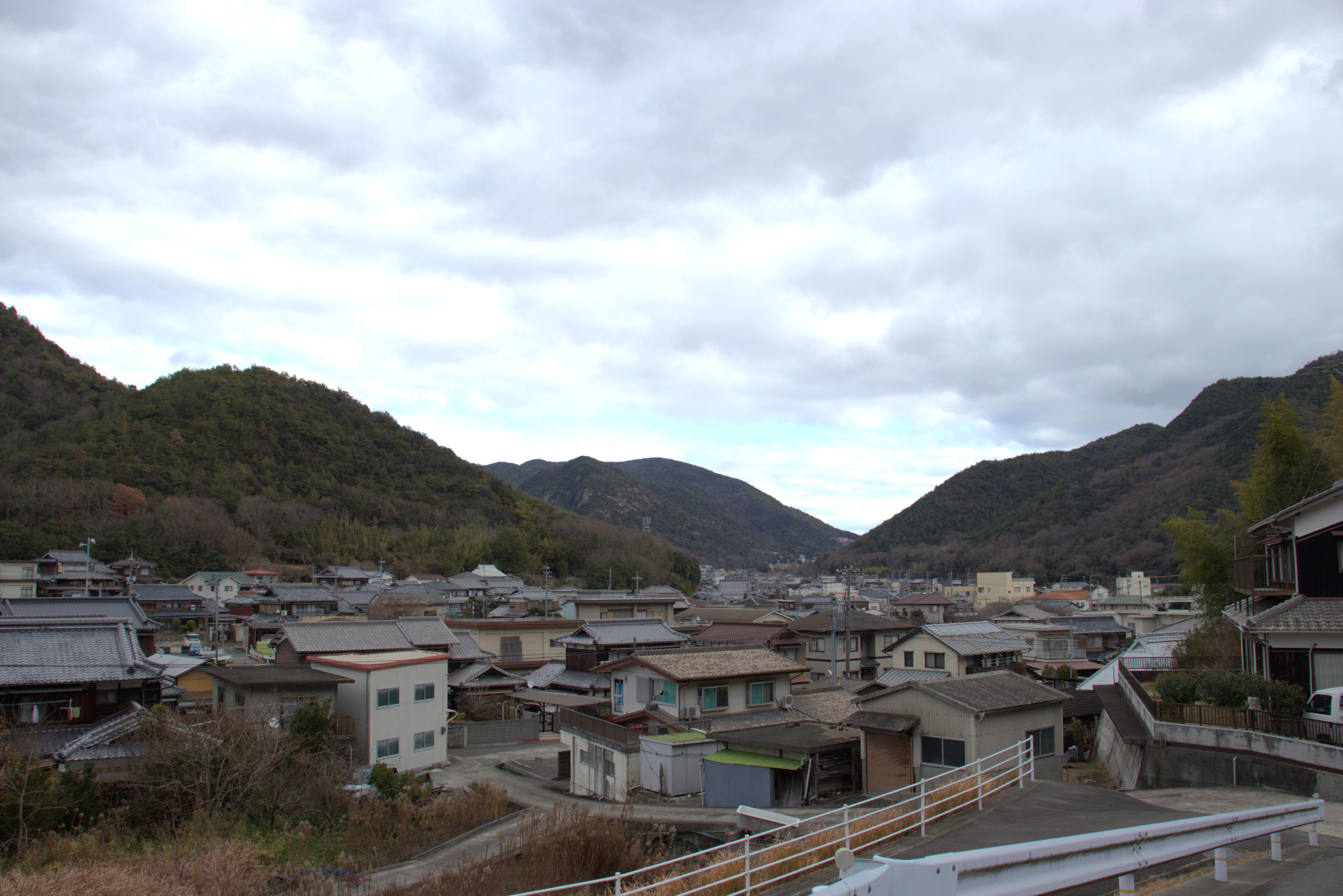
岡山県道397号寒河本庄岡山線から東部方面を望む。

備前市の東端にあり、赤穂市（兵庫県）に隣接している。東西北の三方が山に囲まれ、その合間を縫うように宅地・田畑がY字型に広がっている。
中央を赤穂線が東西に縦断し、寒河駅と日生駅の二駅が位置している。日生駅のある中日生に加え、梅灘周辺は西隣の日生町日生と市街地が連続している。
南部は瀬戸内海に面し、うちわだの瀬戸を挟んで鹿久居島を望む地域である。東北には天狗山（標高約392m）がある。

### 山地
- 天狗山（標高約392m）

### 河川
日生町寒河を流れる河川は全て石谷川水系（二級水系）に属する。
| 河川名 | 次数 | フリガナ       | 河川管理者 | 河川種類         |
| ------ | ---- | -------------- | ---------- | ---------------- |
| 石谷川 | 0    | イシタニガワ   | 岡山県     | 二級水系二級河川 |
| 西谷川 | 1    | ニシタニガワ   | 岡山県     | 二級水系二級河川 |
| 成林川 | 2    | ナルバヤシガワ |            | 二級水系普通河川 |
| 鳴滝川 | 1    | ナルタキガワ   |            | 二級水系普通河川 |

| 河川名   | 水源   | 合流地点 | 流入先   | 流水方向 | 長さ  | 幅  |
| -------- | ------ | -------- | -------- | -------- | ----- | --- |
| 石谷川   | 石谷池 | 碑田     | 古川     | 西南     | 2.3km | 10m |
| 曾部戸川 | 東奥池 |          | 石谷川   | 西       | 0.7km | 4m  |
| 西川     | 西新池 | 碑田     | 古川     | 東       | 1.9km | 6m  |
| 西谷川   | 西谷池 | 成林     | 西川     | 南       | 0.7km | 4m  |
| 鳴滝川   | 成鳴滝 | 川内     | 西川     | 南       | 0.6km | 2m  |
| 古川     |        |          | 瀬戸内海 | 南       | 0.9km | 7m  |

### ため池
日生町寒河に位置するため池は全て灌漑用に人工的に作られたものである。
ため池：西新池、化女谷池、三ツ池下池、三ツ池中池、三ツ池奥池、東奥池、曽部戸池、峠の池、名切池、名倉池、中谷池、石谷新池、石谷中池、石谷奥池

### 港湾
- 寒河港

### 隣接している大字
- 蕃山
- 日生町日生
- 日生町寺山
- 福浦（赤穂市）

## 歴史
- 寒河村は古来、藤野郡新田新庄に属していた[6][7]。

### 江戸時代[7]
- 1603年（慶長8年）池田忠継の所領（岡山藩）となる[6]。

- 1632年（寛永9年）- 池田光仲[注釈 3]（岡山藩主）と池田光政（鳥取藩主）との封地取り替えに伴い、池田光政の所領となり、明治維新まで9代230年余り統治が続いた[6]。
  - 代々、萩原家が庄屋を務めた。

### 明治以降[7]
- 1871年（明治4年）- 廃藩置県に伴い、岡山県に属する。大区小区制の施行で、第十八区四番小区に編入される。

- 1874年（明治7年）- 大小区事務所が廃止され、西片上村に第六会議所が設置され、寒河村は第六会議所の管轄となる。

- 1877年（明治10年）- 会議所が廃止され、日生村に和気郡第四区第三戸長役場が設置され、その下に寒河・日生・大多府・福浦の四村が設置される。

- 1883年（明治16年）- 寒河村に和気郡第九部戸長役場が設置され、寒河村・福浦村を管轄する。

- 1889年（明治22年）6月1日 - 寒河村と福浦村とが合併[注釈 4]。村名は、両村の旧村名（福浦・寒河）から一文字ずつ取って「福河村」となる。

### 戦後
- 1953年（昭和28年）- 寒河地区・福浦地区で合併に関する村民大会が開催される。寒河地区では、日生町との合併賛成意見が多数であった[注釈 5][8]。

- 1955年（昭和30年）3月1日 - 赤穂線延線により、日生駅が開業する。

- 1955年（昭和30年）3月31日 - 福河村と日生町とが「日生町」として合併し、寒河が日生町の大字となる。

- 1962年（昭和37年）4月1日 - 赤穂線の備前福河駅 - 日生駅間に寒河駅が開業する。

- 2005年（平成17年）3月27日 - 日生町・備前市・吉永町が「備前市」として合併し、日生町寒河が備前市の大字となる。

## 施設

### 公共施設
- 日生運動公園
- 日生病院

### 寺社

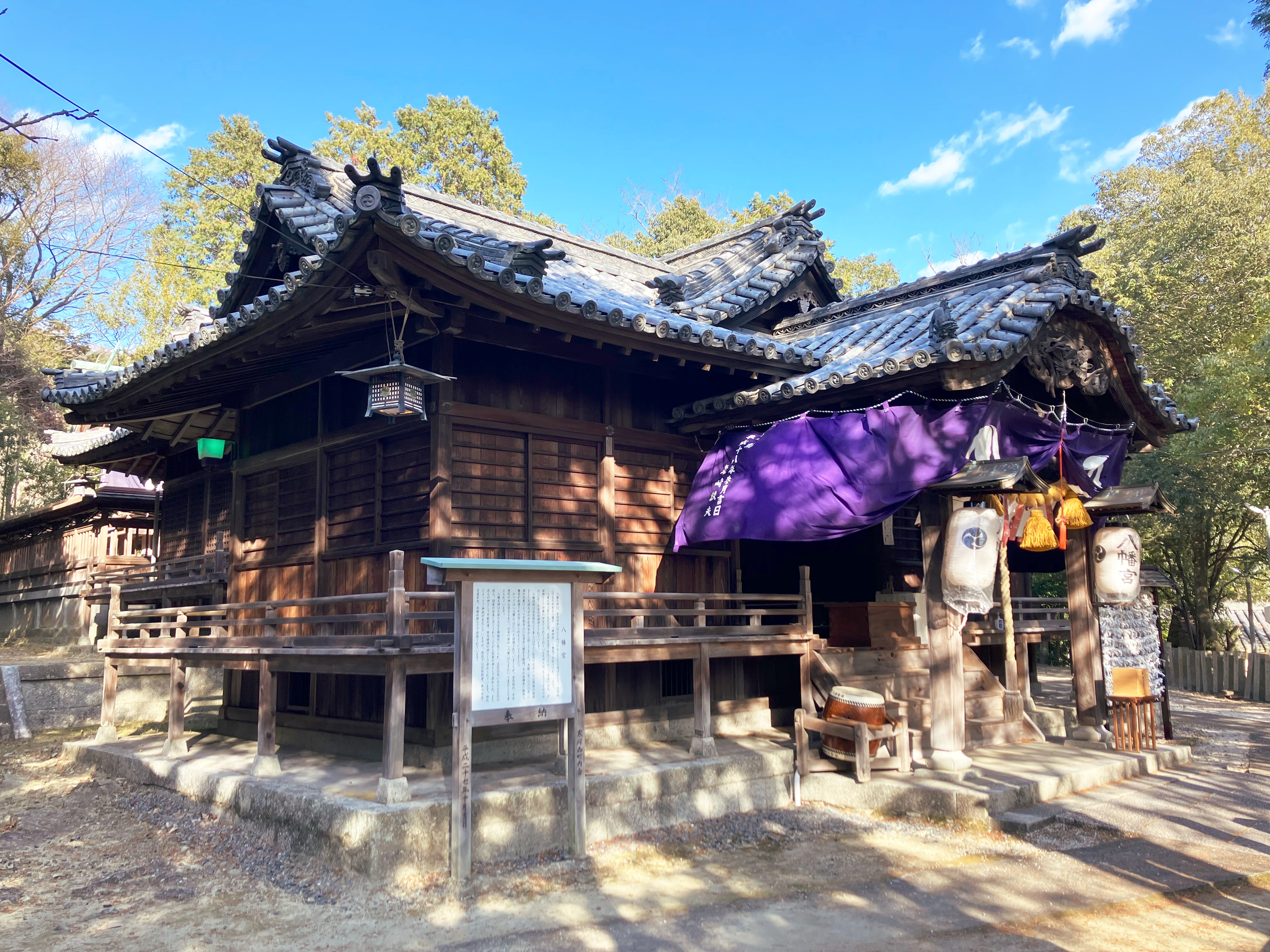
寒河八幡宮拝殿

- 稲荷神社
- 鹿島八幡宮
- 寒河八幡宮
  - 境内に南極の石が舞納されている[9]。
- 西願寺

## 教育

### 学校
- 備前市立日生東小学校

### 学区[10][11]
| 大字       | 小字               | 小学校               | 中学校             |
| ---------- | ------------------ | -------------------- | ------------------ |
| 日生町寒河 | 中日生・梅灘・梶谷 | 備前市立日生西小学校 | 備前市立日生中学校 |
| 日生町寒河 | 上記以外           | 備前市立日生東小学校 | 備前市立日生中学校 |

## 交通

### 鉄道
西日本旅客鉄道（JR西日本）
- 赤穂線
  - 寒河駅 - 日生駅

### 道路
- 国道250号
- 岡山県道397号寒河本庄岡山線

### 橋
- 梅灘橋
  - 市道日生頭島線の起点部分であり、備前♡日生大橋に接続する。2013年4月に完成し、備前♡日生大橋の開通に合わせ、2015年4月に開通した[12]。

## 出身有名人
- 里村欣三（小説家）
- 山根雅仁（元プロ野球選手）